# Gerhard Weber (Fotograf, 1948)

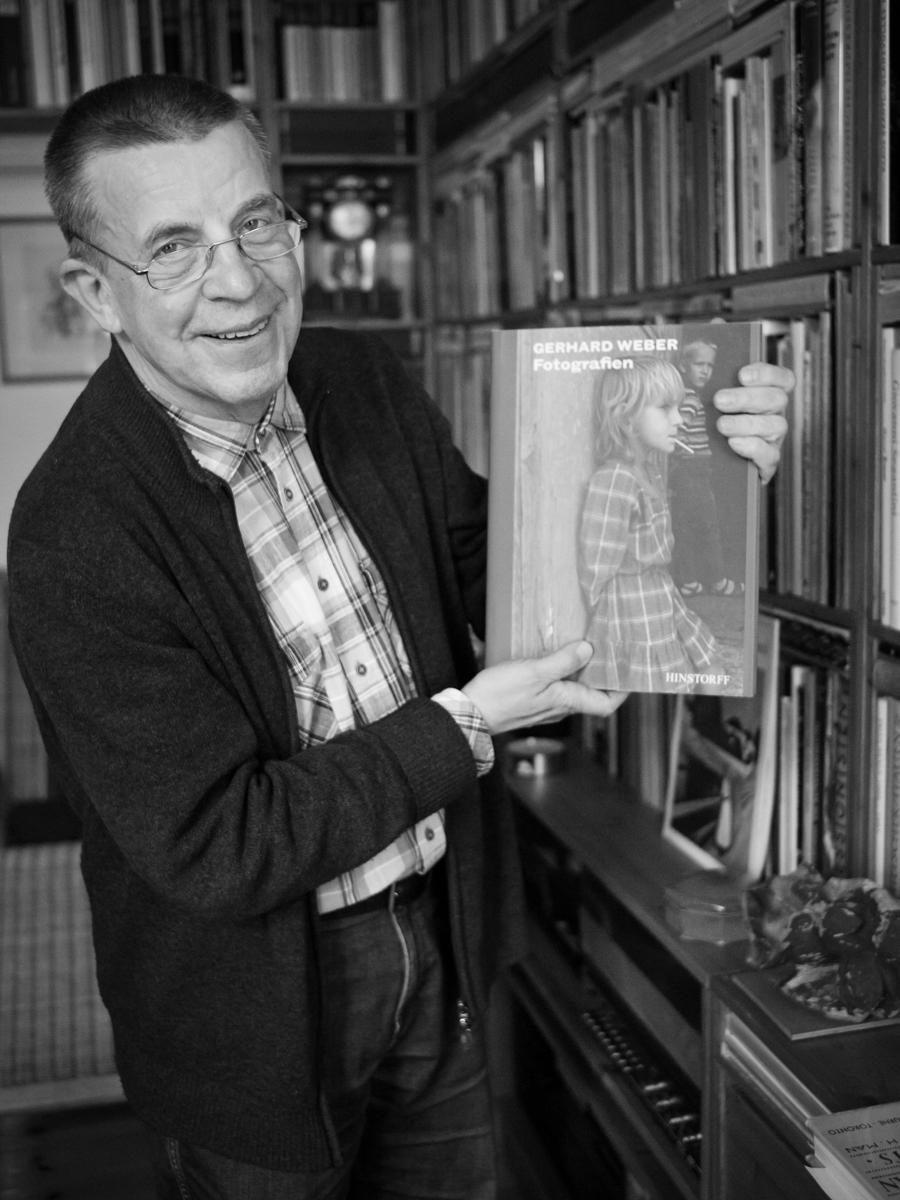
Gerhard Weber 2022

Gerhard Weber (* 17. Dezember 1948  in Rostock) ist ein deutscher Fotograf. Bekannt wurde Weber hauptsächlich für seine überwiegend schwarz-weißen Straßenfotos aus seiner Heimatstadt Rostock.  Für seine Fotografie erhielt er 1994 den Kulturpreis der Hansestadt Rostock. 

## Leben
Webers Interesse an Kunst wurde unter anderem durch den Zeichenunterricht am Rostocker Konservatorium geweckt. Weber erlernte den Beruf des Zahntechnikers, gab ihn aber nach 15 Jahren auf um sich der Kunst zu widmen. An der Fachschule für angewandte Kunst Heiligendamm unterrichtete er Zeichnen. 1982 vernichtete er seine Zeichnungen und Malereien und konzentrierte sich auf die Fotografie. Sein Fotoarchiv, das bis in das Jahr 1963 zurückreicht, gilt als eines der umfangreichsten der Hansestadt Rostock (Schwerpunkte: Architektur und Stadtentwicklung, Industriebauten, Kultur und Alltag in Rostock und Mecklenburg-Vorpommern). 
Seit 1966 veröffentlichte er regelmäßig Beiträge in den Norddeutschen Neuesten Nachrichten. In den Jahren 1974–1983 hielt er regelmäßig Vorträge im Kulturbund der DDR. Er gestaltete eine Wanderausstellung mit 70 Grafiken von Oskar Kokoschka, die auch in Dresden, Berlin, Halle und Schwerin gezeigt wurde. In den Jahren 1987–1991 hielt er Vorträge in der Rostocker Kunsthalle über Fotografen des 20. Jahrhunderts, wie Henri Cartier-Bresson, Jacques-Henri Lartigue, und Gisèle Freund. 
Seit 1987 wurden Ausstellungen seiner Fotografien in Rostock, Boizenburg, Lübeck und Berlin gezeigt. Er wurde 1989 Mitglied im Verband Bildender Künstler der DDR. In den Jahren 1992–1994 dokumentierte er den Wiederaufbau des Turms der Petrikirche in Rostock. Im Jahr 1993 erhielt er ein Arbeitsstipendium der bundesweiten Stiftung Kulturfonds. In den Jahren 1997 erhielt er ein Arbeitsstipendium des Landes Mecklenburg-Vorpommern. Am 8. April 2016 wurde er vom Kempowski-Archiv Rostock für seine Verdienste mit der Kempowski-Medaille der Hansestadt Rostock geehrt.
Teile seiner Arbeit sind im Besitz von Mecklenburg-Vorpommern Foto e.V., Kunstdienst der Evangelisch-Lutherischen Landeskirche Mecklenburg-Vorpommern, der DG Bank in Frankfurt am Main und des Fotomuseums in Winterthur.

## Lehrtätigkeit
- 1979–1990 Malen und Zeichnen für Förderklassen der Fachschule für angewandte Kunst Heiligendamm, im gleichen Zeitraum Mal- und Zeichenklassen am Rostocker Konservatorium
- 1994–2001 Kunstschule Rostock, Malen und Zeichnen
- 2000–2003 Berufsfachschule für Design Rostock (Farbe und Form, Sachzeichnen)

## Werke
- Gerhard Weber: Ausstellungskatalog: Vom Hinsehen. Goldbergkunst 2019, ISBN 978-3-9817219-4-2
- Gerhard Weber: Fotografien. Hinstorff Verlag, Rostock 2008, ISBN 978-3-356-01277-4.
- Gerhard Weber (Herausgeber): Kempowskis Rostock: Eine Spurensuche in Texten von Walter Kempowski und in historischen Aufnahmen. Hinstorff Verlag, Rostock 2011, ISBN 978-3-356-01384-9.
- Gerhard Weber (Fotograf): Der Turm – Vom Wiederaufbau des St. Petri-Kirchturmes zu Rostock. Norddeutscher Hochschulschriften Verlag Rostock, Redieck & Schade, Rostock 1994, ISBN 3-929-544-18-0.